# اچ‌ام‌اس افینگهام (دی۹۸)
اچ‌ام‌اس افینگهام (دی۹۸) (به انگلیسی: HMS Effingham (D98)) یک کشتی است که طول آن ۵۶۵ فوت (۱۷۲ متر) می‌باشد. این کشتی در سال ۱۹۲۱ ساخته شد.